# Tetrafluoreten
Tetrafluoreten (förkortat TFE) eller tetrafluoretylen (C2F4) är råmaterialet vid framställning av polytetrafluoreten (känd som teflon eller Gore-Tex). Ämnet är instabilt och sönderfaller lätt till kol och koltetrafluorid. I kontakt med luft kan det bilda explosiva peroxider.

## Framställning
TFE framställs genom att låta kloroform (CHCl3) reagera med vätefluorid (HF).
{\displaystyle {\rm {2\ CHCl_{3}+4\ HF\rightarrow 2\ CHClF_{2}+2\ HCl\rightarrow C_{2}F_{4}+4\ HCl}}}

## Användning
Tetrafluoreten används för att producera teflon. TFE polymeriseras under tryck med järn som katalysator.